# Hôtel de Sens
Het Hôtel de Sens is een 15e-eeuws stadspaleis in het 4e arrondissement van Parijs Het ligt ten noorden van het Île Saint-Louis in de wijk Le Marais, een huizenblok van de rechteroever van de Seine verwijderd.
Tot 1622 was het de verblijfplaats van de aartsbisschoppen van het aartsbisdom Sens, in een periode waarin het bisdom Parijs suffragaan was aan dit aartsbisdom (tot 1622). In 1605 was het de verblijfplaats van Margaretha van Valois.
Het gebouw werd ten tijde van de Katholieke Liga in de 17de eeuw gebruikt als fort. Het werd verbeurd verklaard bij de Franse Revolutie, werd in 1862 erkend als monument historique en in 1911 opgekocht door het stadsbestuur van Parijs.
Het is een van de nog weinige middeleeuwse gebouwen in Parijs. In dit gebouw is de Forneybibliotheek gevestigd, een bibliotheek gespecialiseerd in werken over decoratieve, beeldende en grafische kunst. De bibliotheek heeft ook een rijke collectie reclameaffiches doorheen de tijd.

## Afbeeldingen

Buitenaanzicht
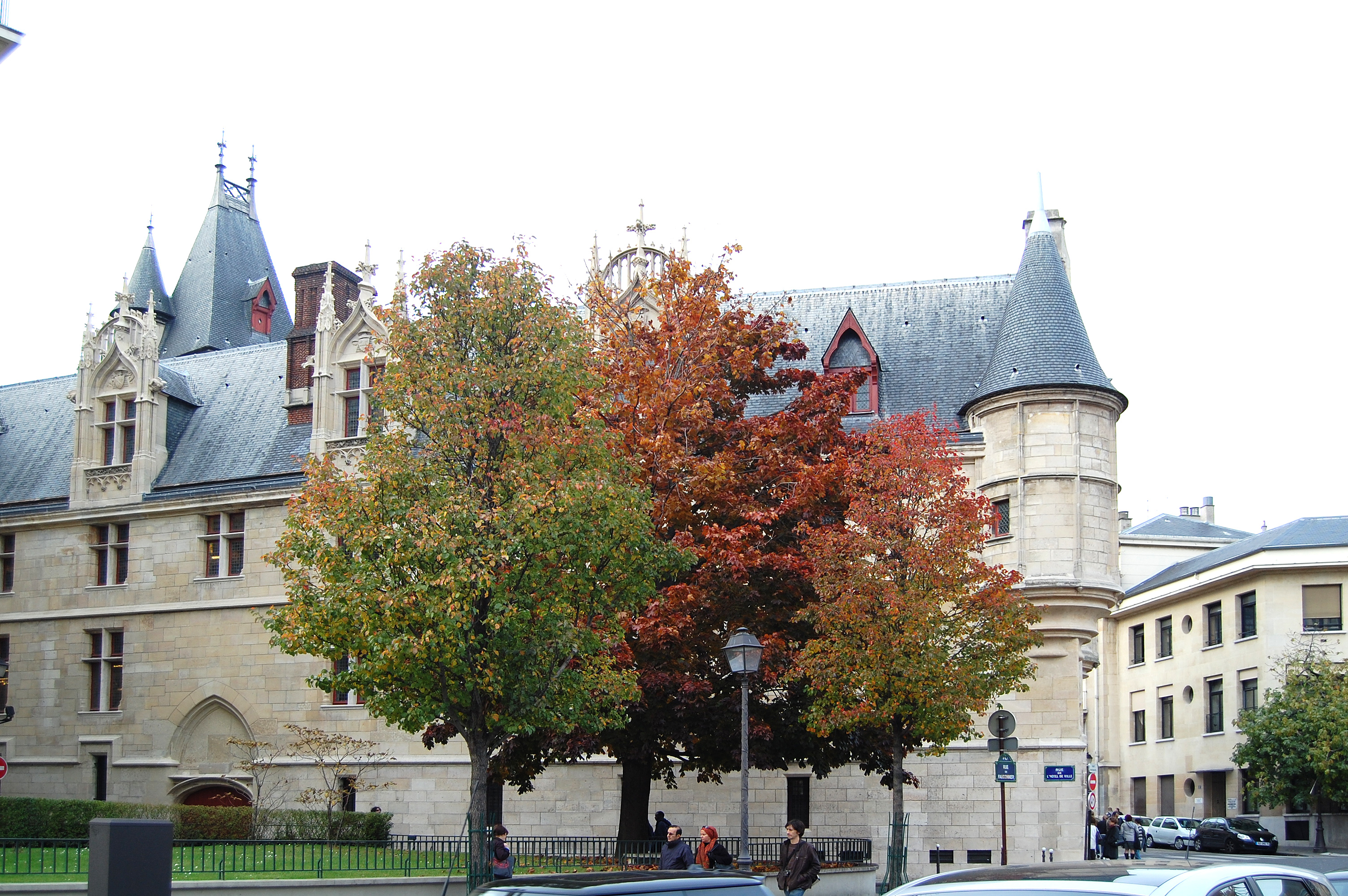
Zijde rue de l'Hôtel de Ville
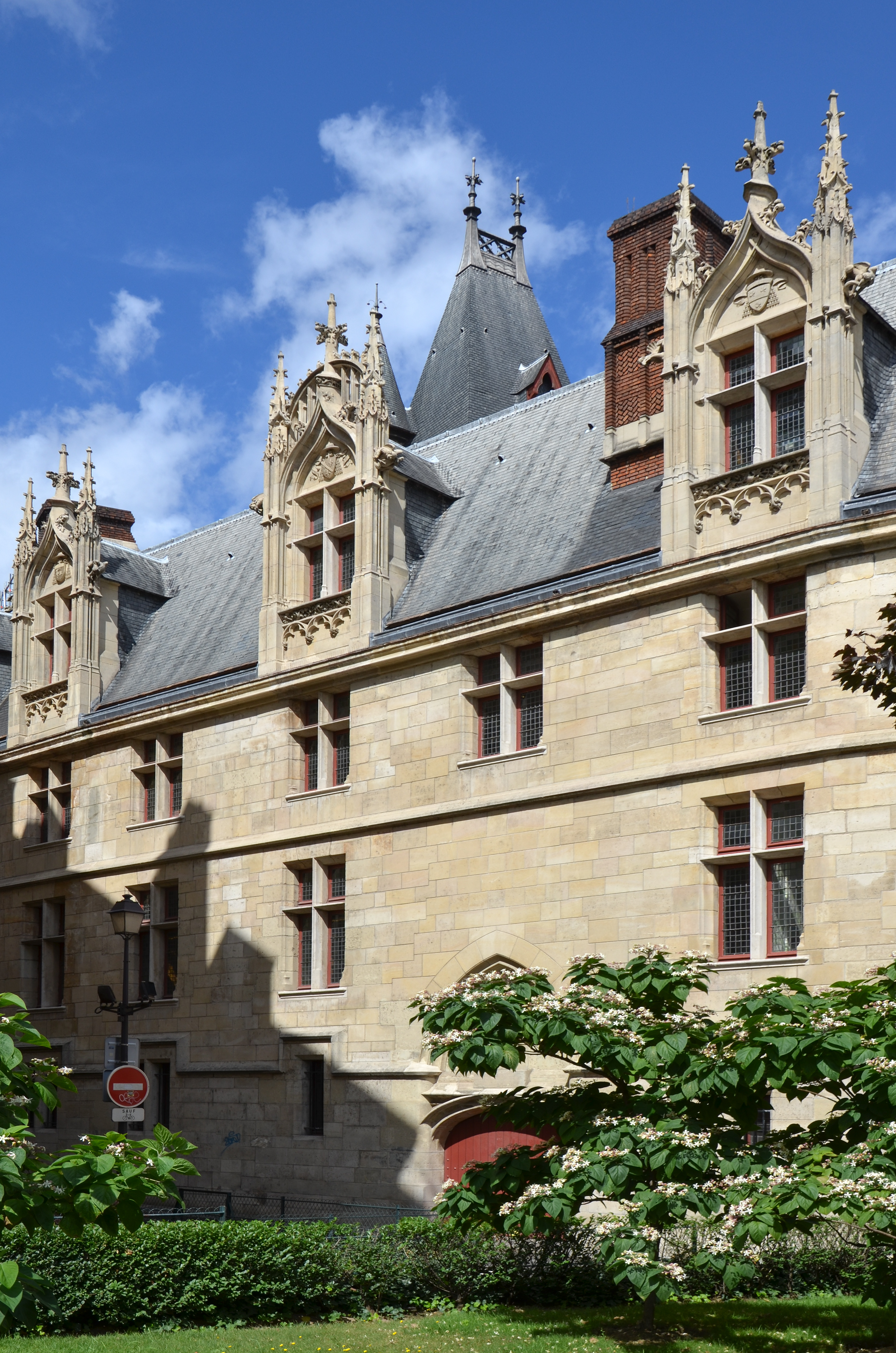
Zijde rue de l'Hôtel de Ville
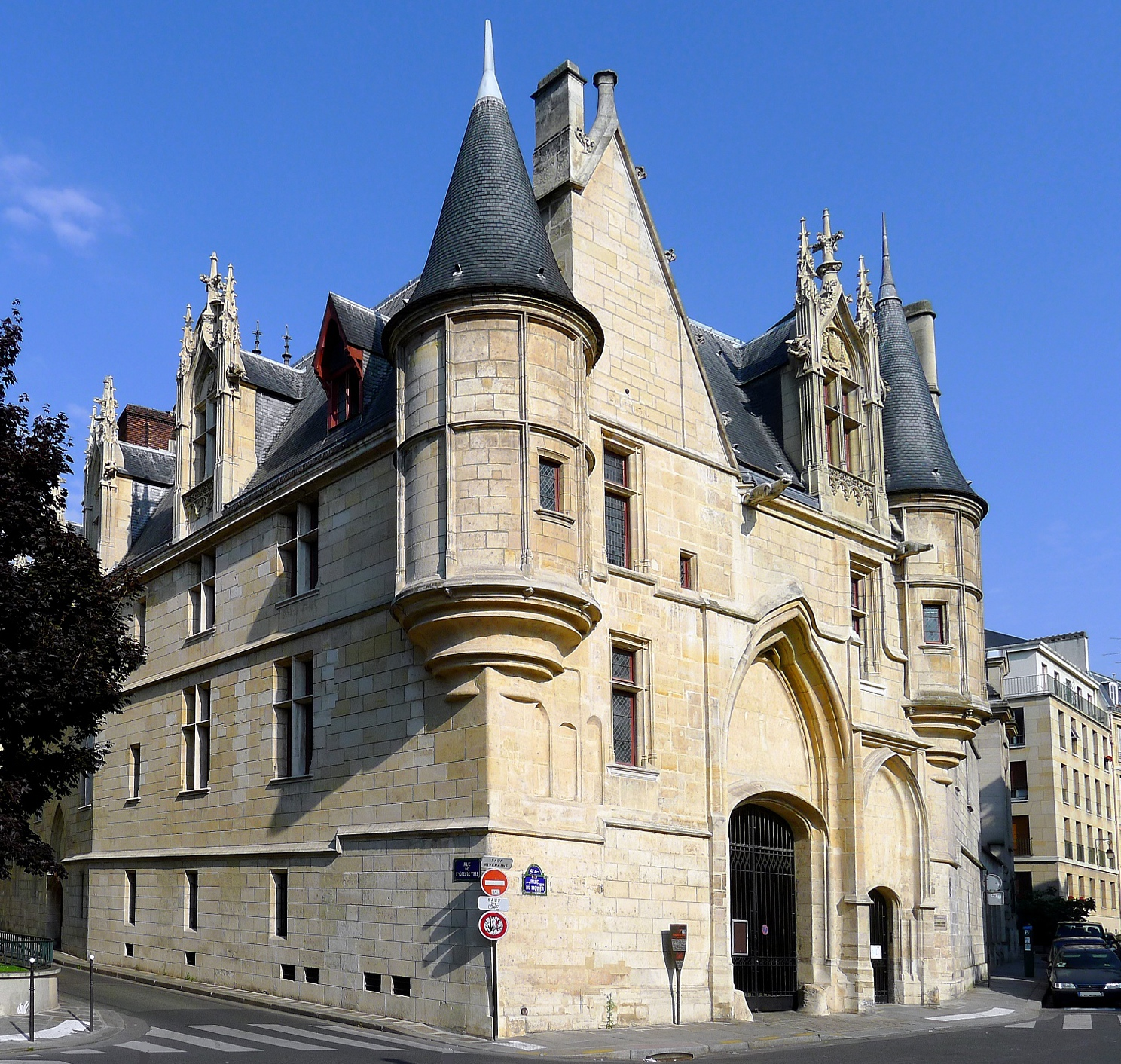
Hôtel de Sens
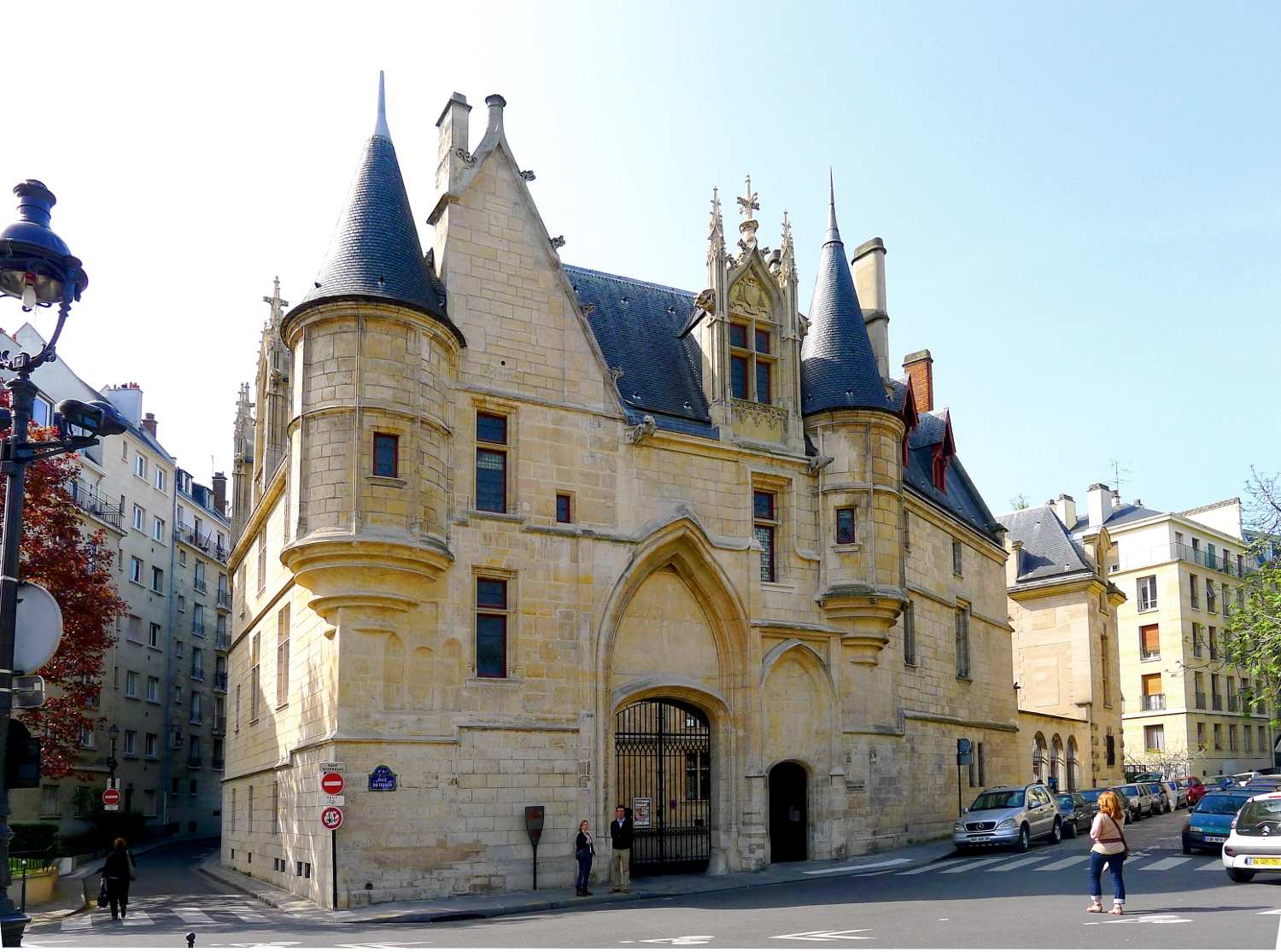
Zijde rue de l'Ave-Maria

Binnenplein en tuin
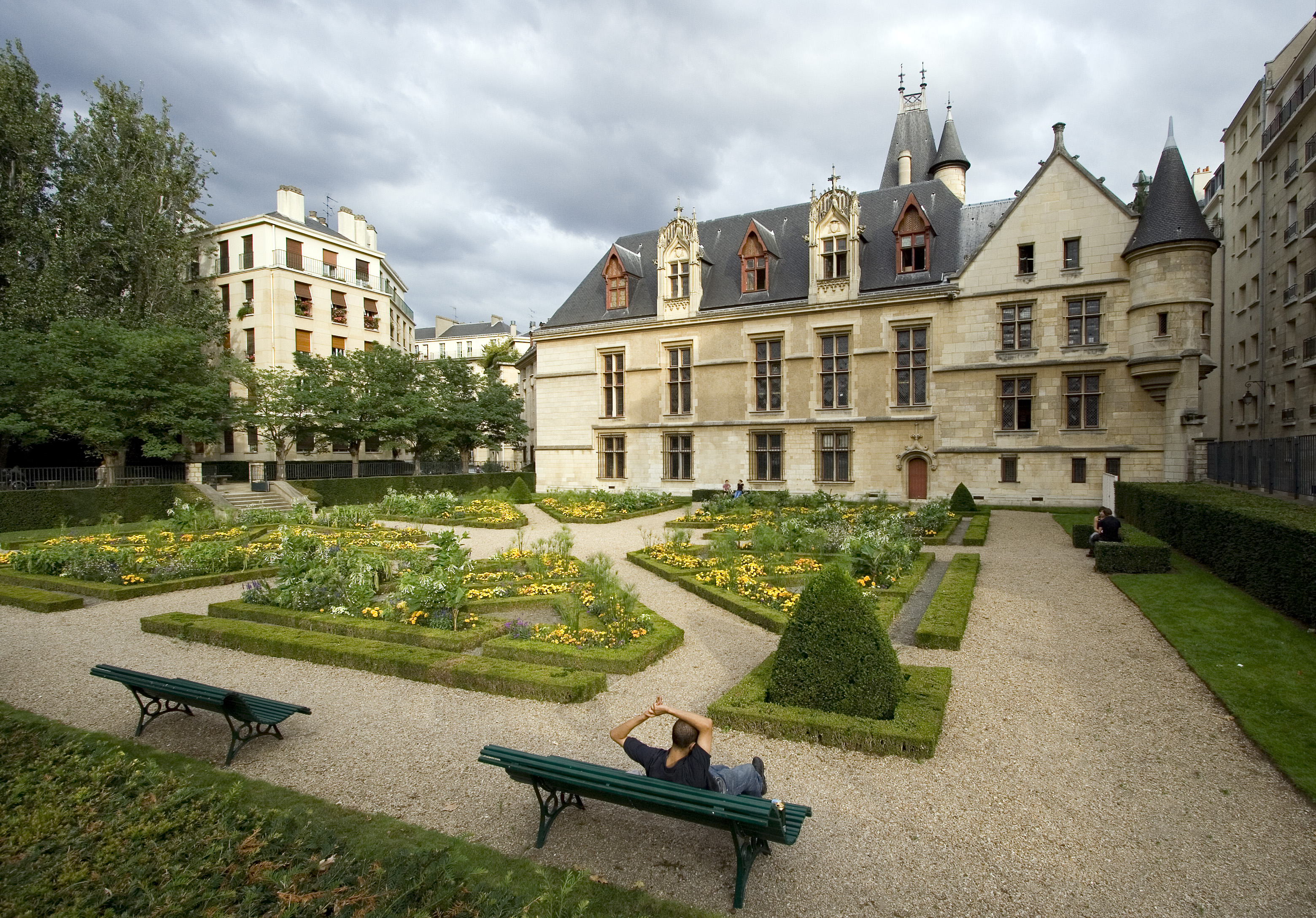
De tuin zijde rue des Nonnains-d'Hyères
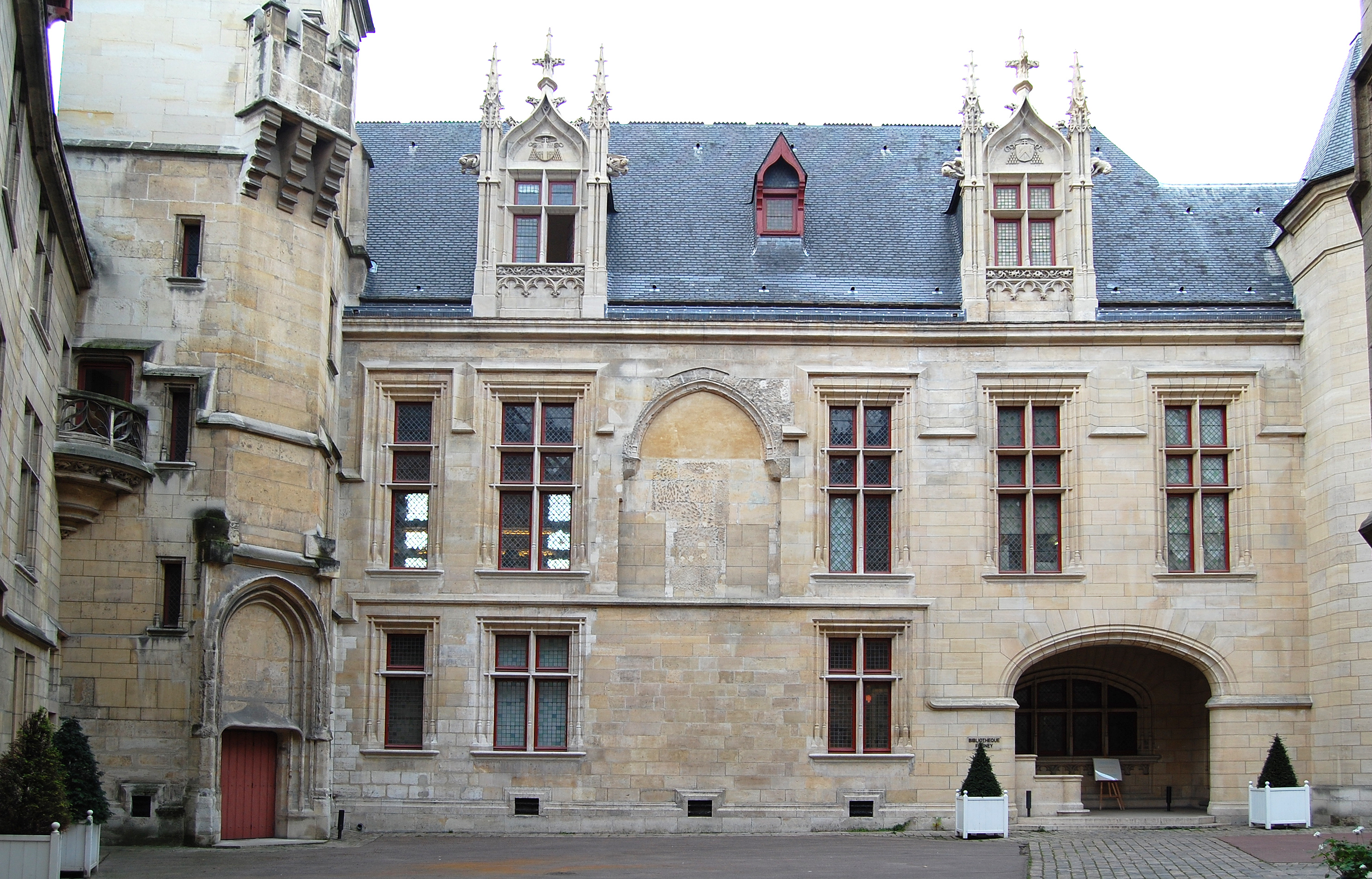
Binnenplein
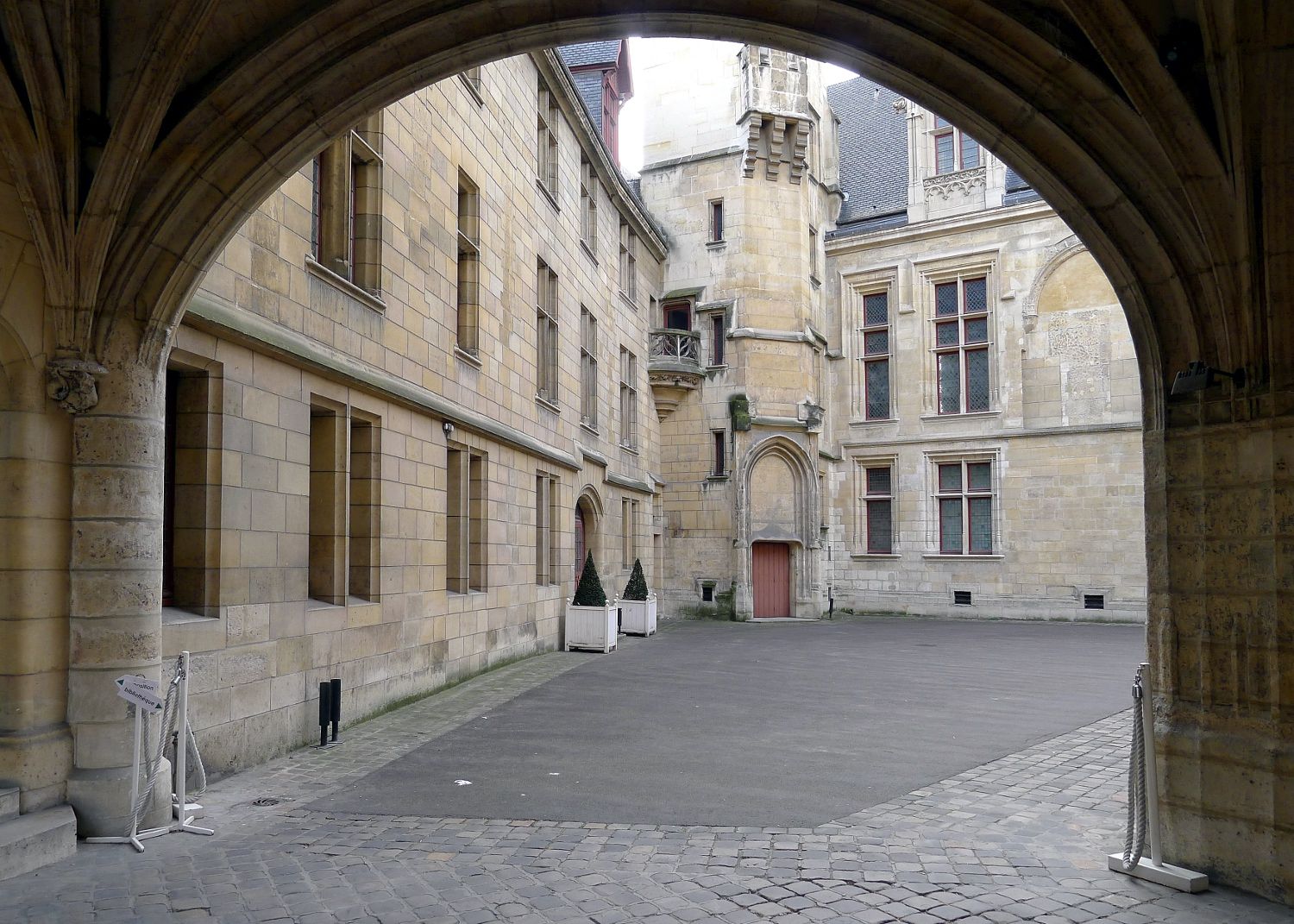
Ingang rue du Figuier
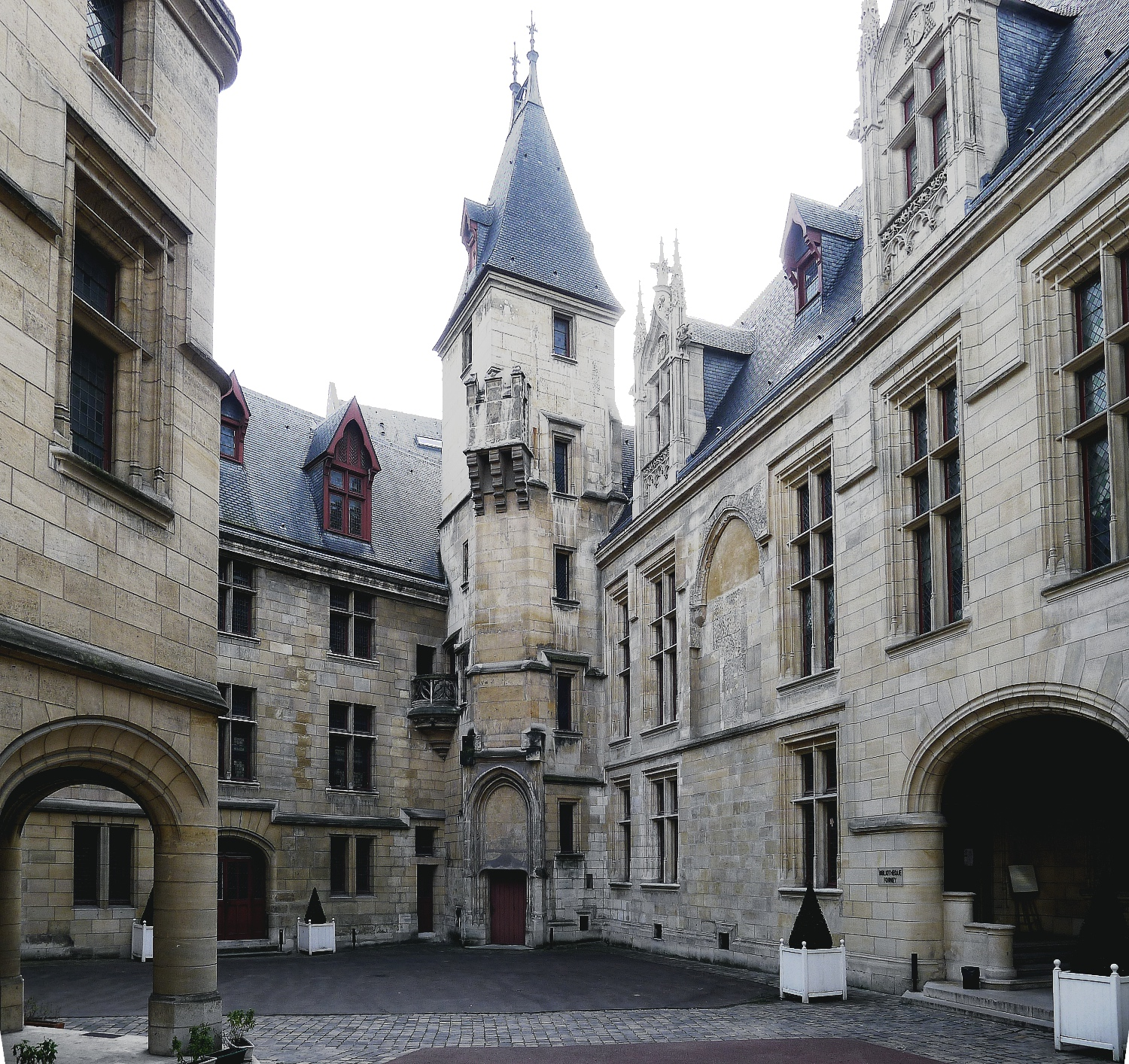
Binnenplein

Architecturale details
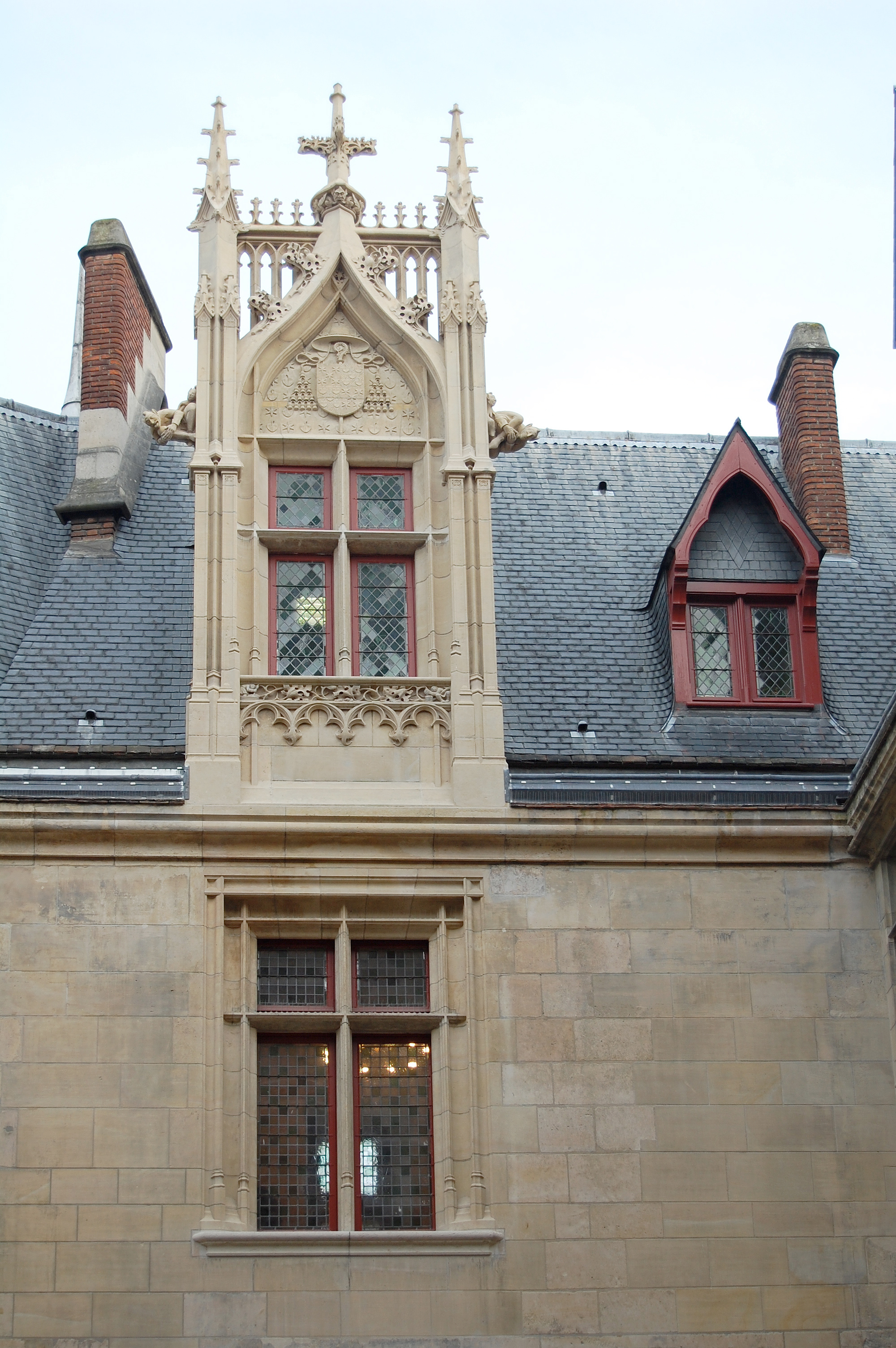
Detail aan het binnenplein: dakkapel tussen gotiek en renaissance
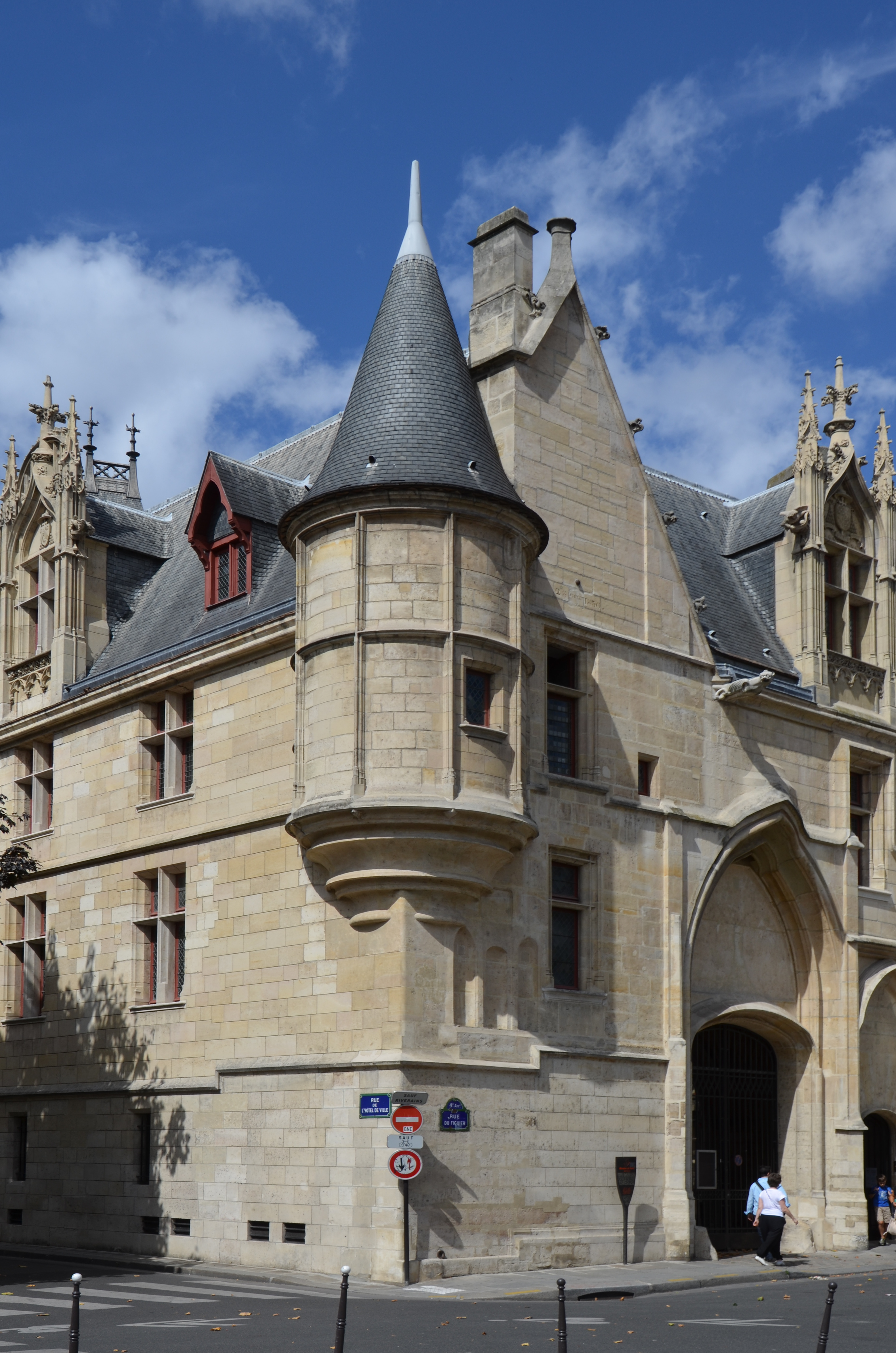
Detail hoektorentje

- International Standard Name Identifier: 0000 0001 2325 8889
- Library of Congress Control Number: n86034618
- Système universitaire de documentation: 11098627X
- Virtual International Authority File: 167650091